# Ingrid Vander Veken
Ingrid Vander Veken (Antwerpen, 1948) is een Vlaamse schrijfster.
Na theater en scenario’s maakte zij in 1991 haar prozadebuut met de bundel Tiramisu. Sindsdien publiceerde zij zowel romans en verhalen als kinderboeken en een dagboek. Als journaliste werkte zij voor diverse kranten en tijdschriften, in hoofdzaak als cultureel verslaggever. Daarnaast was zij columniste, onder meer voor het Radio 1-programma De Toestand is Hopeloos maar niet Ernstig en Knack Weekend. Zij gaf les aan de afdeling Woord van het Antwerps Conservatorium en is docente proza bij Creatief Schrijven.

### Volwassenen
- 1991 Tiramusu (Houtekiet)
- 1993 Cru Bourgeois (Houtekiet)
- 1997 Papavers (Manteau)
- 2004 Nieuwe mannen, nieuwe vrouwen (Manteau/Arena)
- 2007 Dubbelspoor (Manteau/Meulenhoff)
- 2009 Zestig. Een dagboek (Manteau/Meulenhoff)
- 2011 Aankomen in Bali (De Bezige Bij Antwerpen)
- 2016 Zwijgen (Uitgeverij Polis Antwerpen)
- 2017 De ogen van een kind (Uitgeverij Vrijdag Antwerpen)
- 2020 Wat overblijft (Uitgeverij Polis Antwerpen)
- 2023 Verloren (Uitgeverij Vrijdag Antwerpen)

### Jeugd
- 2001 Sam (Standaard Uitgeverij)
- 2003 Olikonijneendpauwpanter (Standaard Uitgeverij)

## Theater en scenario's
- 1978 Huis van Incest (Studio Herman Teirlinck)
- 1979 Bloes Los (Transparant)
- 1983 102.8 (Koninklijk Jeugdtheater)
- 1986 Ik heet Eric Satie, zoals iedereen (De Zwarte Komedie)
- 1992 O zon (Compagnie Aimé de Lignière)
- 1996 Dank je God (IKON/VRT)
- 2004 Olikonijneendpauwpanter (Woestijn ’93 / Holodeck)
- 2005 Rijstpap, tulpen en jihad (Woestijn ’93)

## Prijzen
- 1983 Corry Lievensprijs
- 2001 Boekenwelp
- 2001 Prijs Kinder- en Jeugdjury